# پیتر جورج پیترسون
پیتر جورج پیترسون (به انگلیسی: Peter George Peterson) (زاده ۵ ژوئن ۱۹۲۶-۲۰ مارس ۲۰۱۸) کارآفرین، بانکدار، سیاست‌مدار و مدیر ارشد اجرایی آمریکایی است، که در سال ۱۹۸۵ با مشارکت استفان شوارتزمن شرکت بلک‌استون را تأسیس نمود.
وی از سال ۱۹۷۲ تا ۱۹۷۳ به عنوان بیستمین وزیر بازرگانی ایالات متحده آمریکا فعالیت نمود. پیترسون در فاصله سال‌های ۱۹۸۵ تا ۲۰۰۷ ریاست شورای روابط خارجی آمریکا را برعهده داشت، همچنین از سال ۲۰۰۰ تا ۲۰۰۴ نیز رئیس بانک فدرال رزرو نیویورک بود.